# Modráska srdčitá

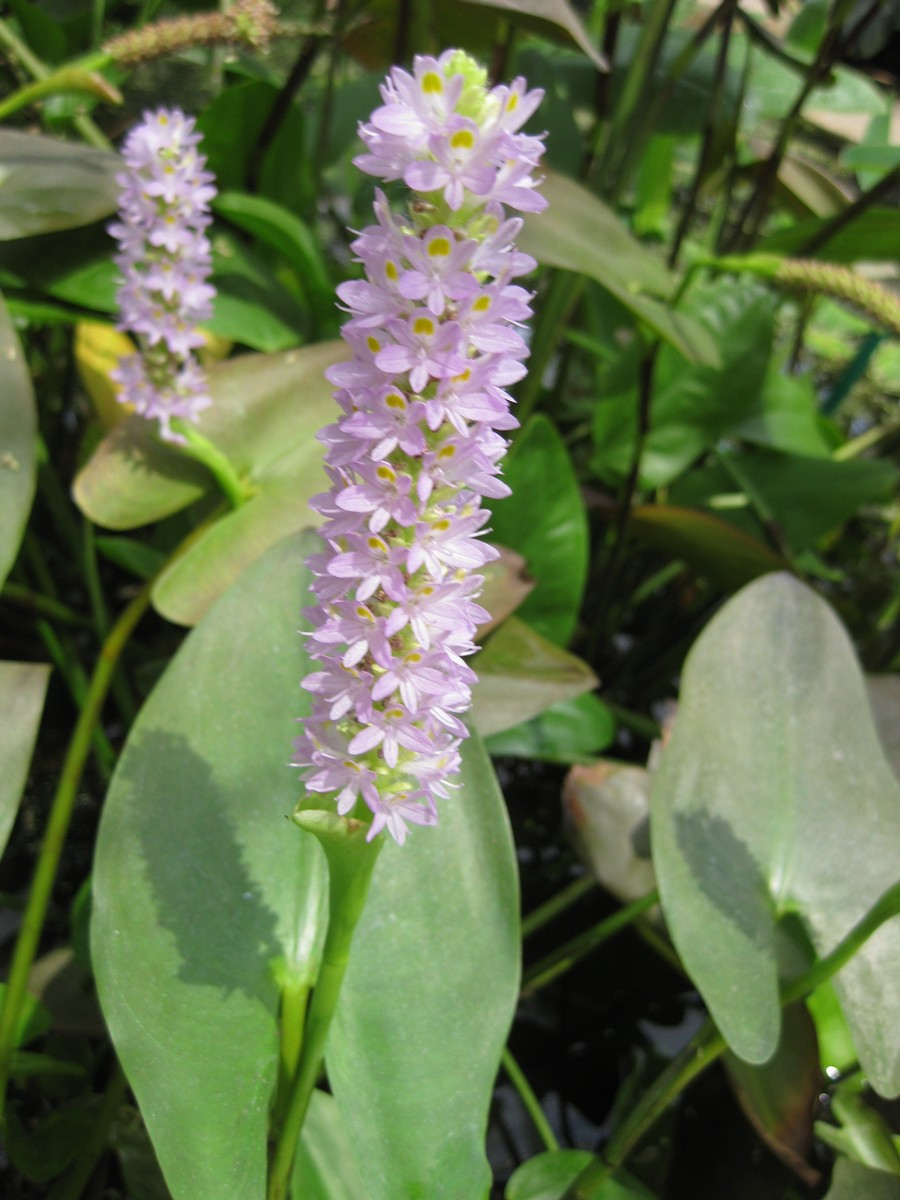
Květenství s toulcem

Modráska srdčitá (Pontederia cordata) vytrvalá, bahenní rostlina vysoká okolo 1 m, která od června do srpna vykvétá hustým květenstvím modravých květů. Pochází z Ameriky a byla šířena jako nenáročná, ve vodě rostoucí okrasná rostlina. Ze své domovské oblasti byla přenesena do mnoha části světa s teplejším klimatem, kde se pěstuje v ozdobných jezírkách a rybnících. Rostlina vyrůstá v různých morfologických variacích listů a lodyhy, pravděpodobně z důvodu rozdílných biotopů.

## Rozšíření
Za její oblast původu je považována jižní Kanada, Spojené státy, Mexiko, Střední Amerika a většina Jižní Ameriky. Ve volné přírodě nyní roste, většinou lidským přičiněním, na mnoha místech v mírném až tropickém pásmu na mnoha místech Afriky, Asie i Austrálie, stejně jako v Evropě. Většinou na nových územích zdomácněla a někdy se za příhodných podmínek stala invazní rostlinou.
Ve volné přírodě České republiky byla poprvé zaznamenána roku 2004 v okolí Mělníka a do roku 2012 byla v povodí Labe nalezena na dalších sedmi místech, je považována za neofyt.

## Ekologie
Hygrofytní bylina rostoucí obvykle na rozhraní mezi vodním a suchozemským prostředím v mělkých močálech, rašeliništích, jezerech, rybnících, v nehlubokých slepých ramenech i pomalu tekoucích vodách meandrů řek. Potřebuje plné slunce, hloubku vody do 40 cm a na živiny bohaté, bahnité stanoviště pro ukotvení kořenů s pH v rozmezí 6 až 8. Není odolná vůči vyschnutí a toleruje jen mírně zasolenou vodu (do 3 ‰). V teplých oblastech roste do nadmořské výšky okolo 1000 m. V klimatu střední Evropy za velké zimy a při nízké hladině vody vymrzá.

## Popis

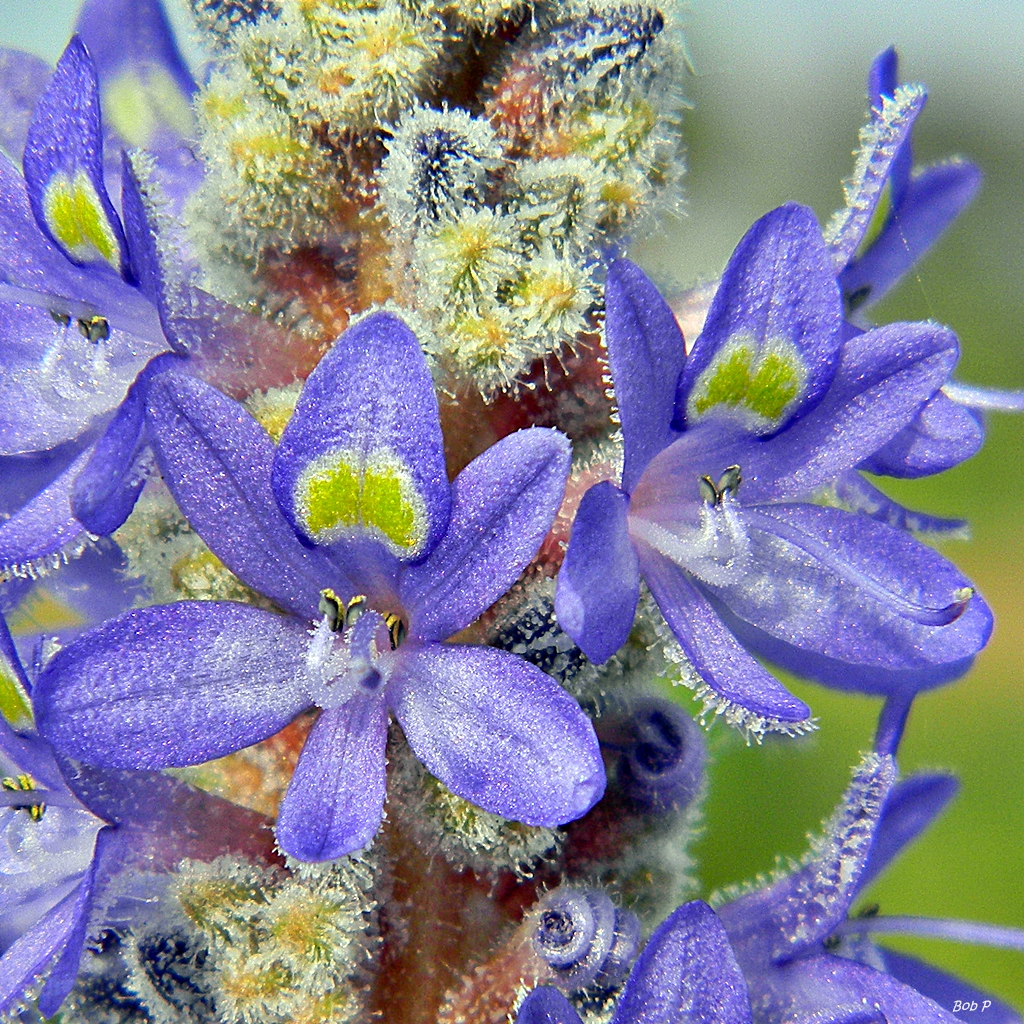
Květ

Vytrvalá, hustě trsnatá rostlina s přímou, nevětvenou lodyhou vysokou až 120 cm, která vyrůstá z oddenku zakořeněného hrubými kořeny v bahnitém dně. Listy jsou dvoutvárné, spodní rostoucí v listové růžici pod vodní hladinou jsou přisedlé a čárkovité, lodyžní listy nad hladinou mají dlouhé řapíky a jsou kopinaté až slabě srdčité, po obvodě hladké a dlouhé 6 až 22 cm a široké 1 až 12 cm.
Na vrcholu lodyhy vyrůstá husté květenství dlouhé 2 až 15 cm, které je podepřeno 5 až 17 cm dlouhým zeleným toulcem, někdy považovaném za listen s pochvou. Květenství se skládá z vřetene, ze kterého dokola vyrůstá i více než stovka květů s průměrnou délkou 10 mm a šířkou 13 mm. Nálevkovitá koruna má šest štíhlých, obkopinatých, modrofialových lístků, na středním horním jsou dvě žluté skvrnky. V květu je šest tyčinek, tři jsou obvykle delší a jedna čnělka zakončená bliznou se třemi laloky. Květy rozkvétají postupně od spodu, jsou otevřené jen za dne a každý uvadá po jednom až dvou dnech. Opylovány jsou čmeláky, včelami a motýly slétajícími se pro nektar i pyl.

## Rozmnožování
Plod je trojpouzdrá, vejčitá, asi 5 mm dlouhá tobolka obsahující pouze jedno velké semeno. Rostliny se do blízkého okolí rozmnožují prostým rozrůstáním oddenků, vytvářejí tak při vhodných podmínkách v živinami bohatých vodách velké klonální monokultury. Na nová stanoviště se dostávají semeny plovoucími po vodě i případným zanesením odlomených části oddenků vodním přívalem. Pro okrasná jezírka se množí rozdělováním starších trsů.

## Význam
Modráska srdčitá bývá jako okrasná rostlina pěstován v zahradách a parcích. Mnohde (např. v Jižní Africe nebo Austrálii.) vytváří husté porost zpomalující průtok vody v odvodňovacích kanálech a brání přístupu k okrajům vodních ploch, usazuje se též na zavlažovaných polích. Jejich mechanická likvidace bývá pouze dočasná, dobře se množí kořenovými fragmenty. Svými hustými kořeny poskytují dobrý úkryt drobným rybám a jiným vodním živočichům. Mladé listy se mohou jíst jako zelenina. Dlouze plující semena jsou oblíbenou potravou vodních ptáků.

## Galerie

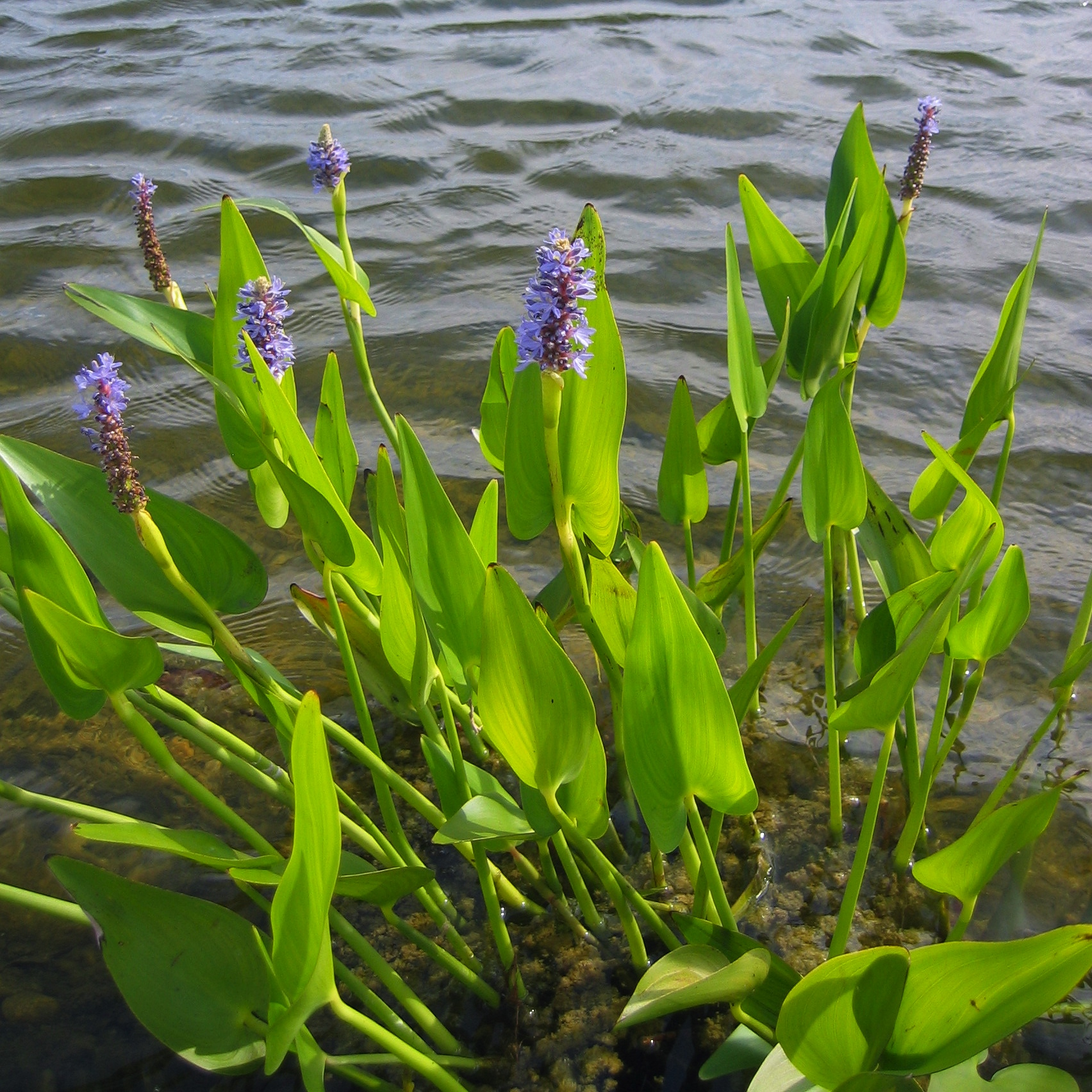
Mladé rostliny
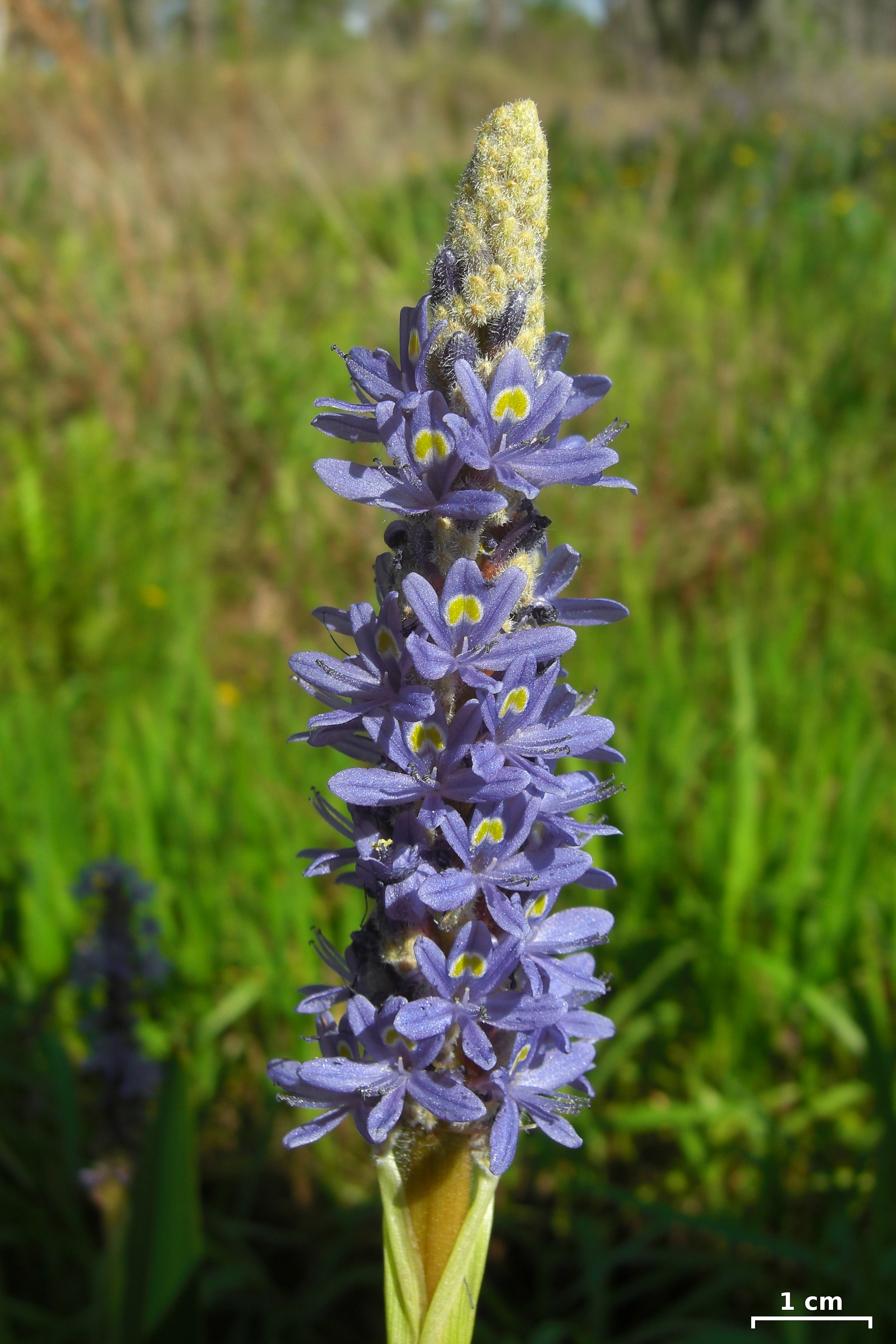
Nakvétající květenství
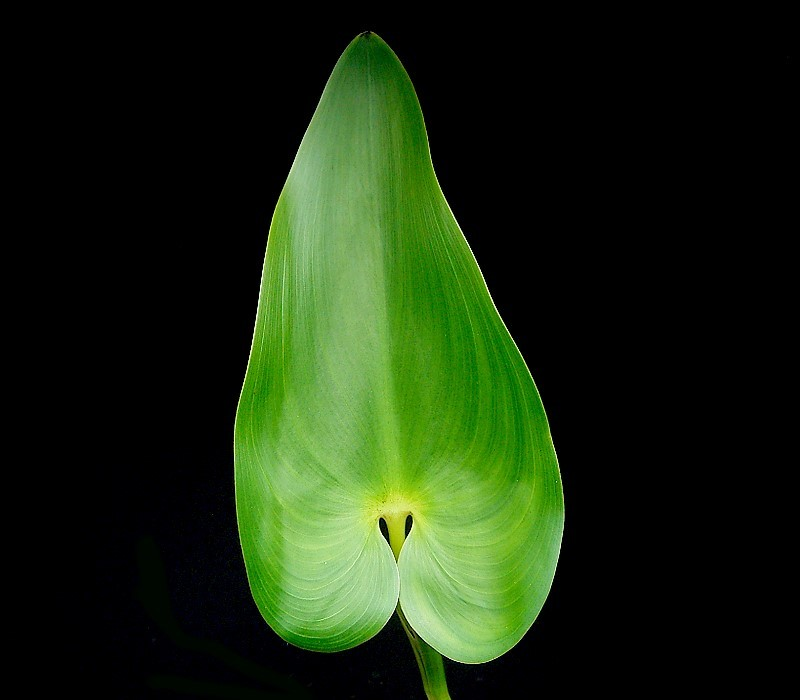
Lodyžní list
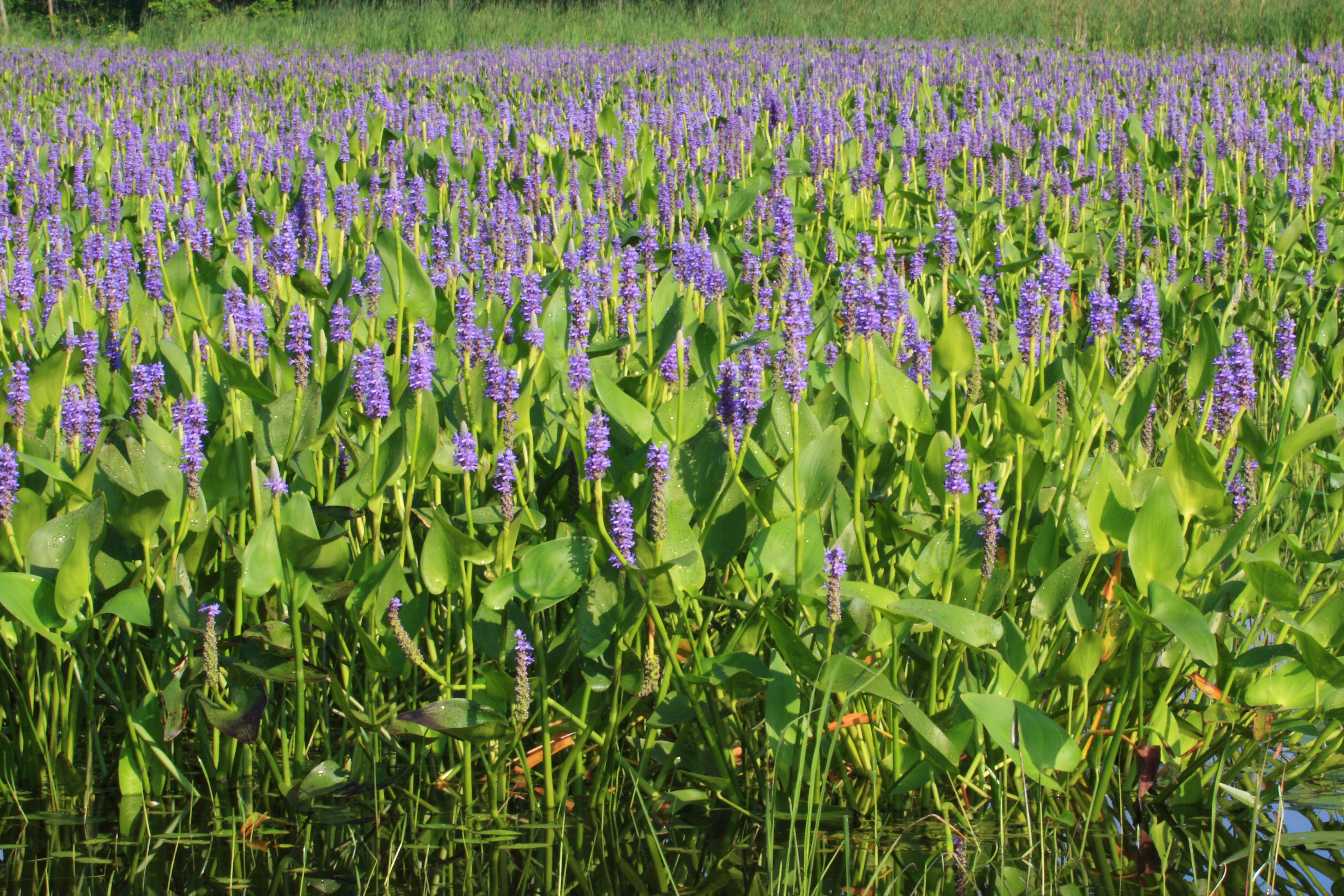
Typický porost